# Gamoń

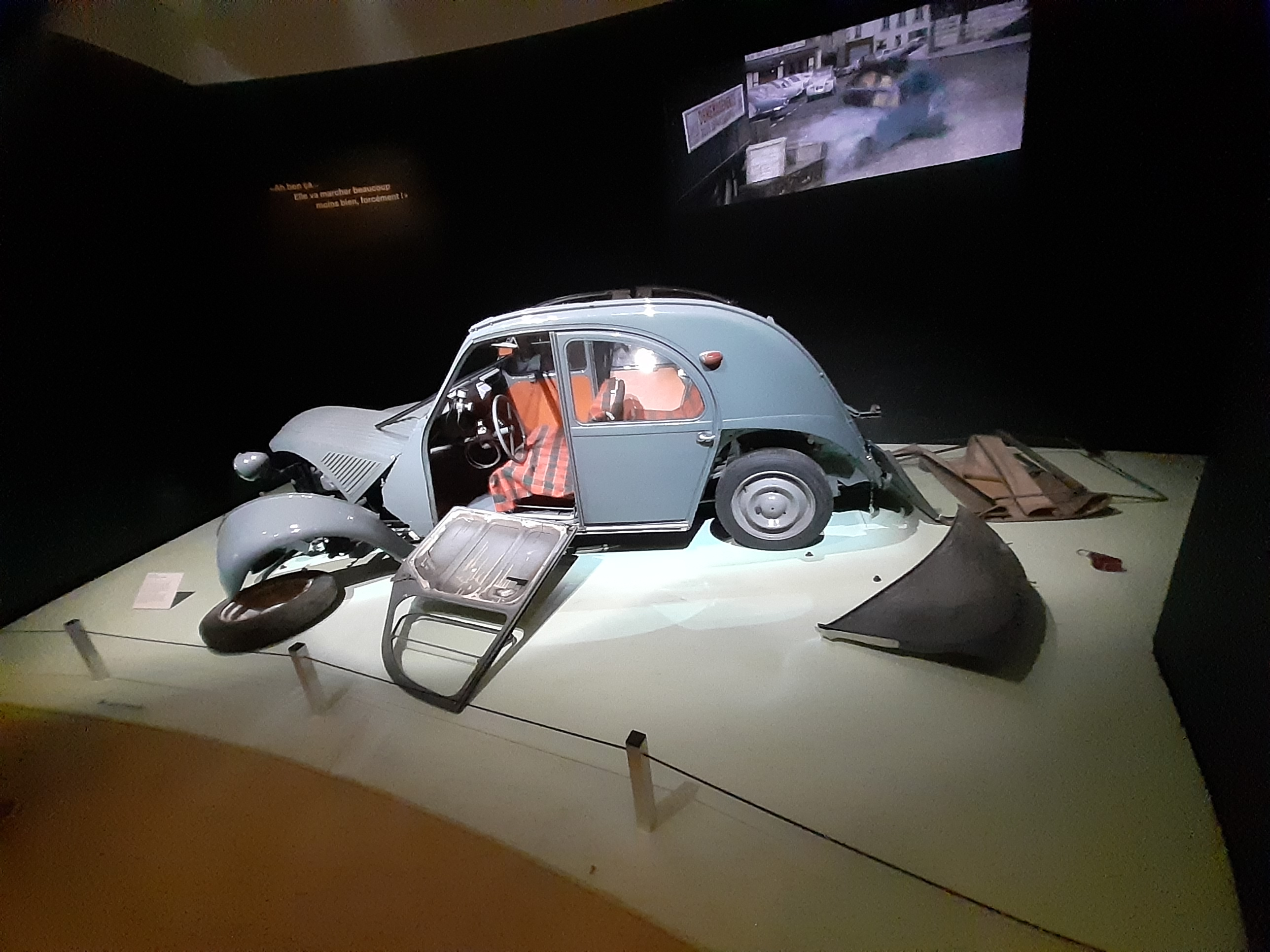
Inscenizacja rozbitego citroëna 2CV Antoine’a Maréchala

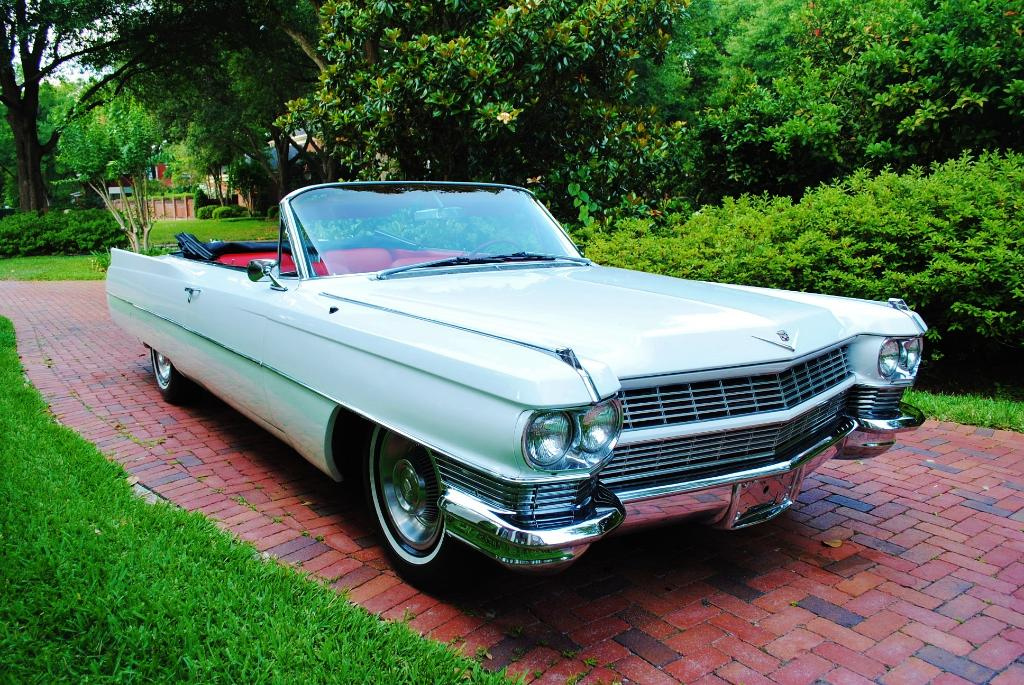
Cadillac DeVille kabriolet z 1964, jaki Antoine Maréchal ma przeprowadzić w filmie

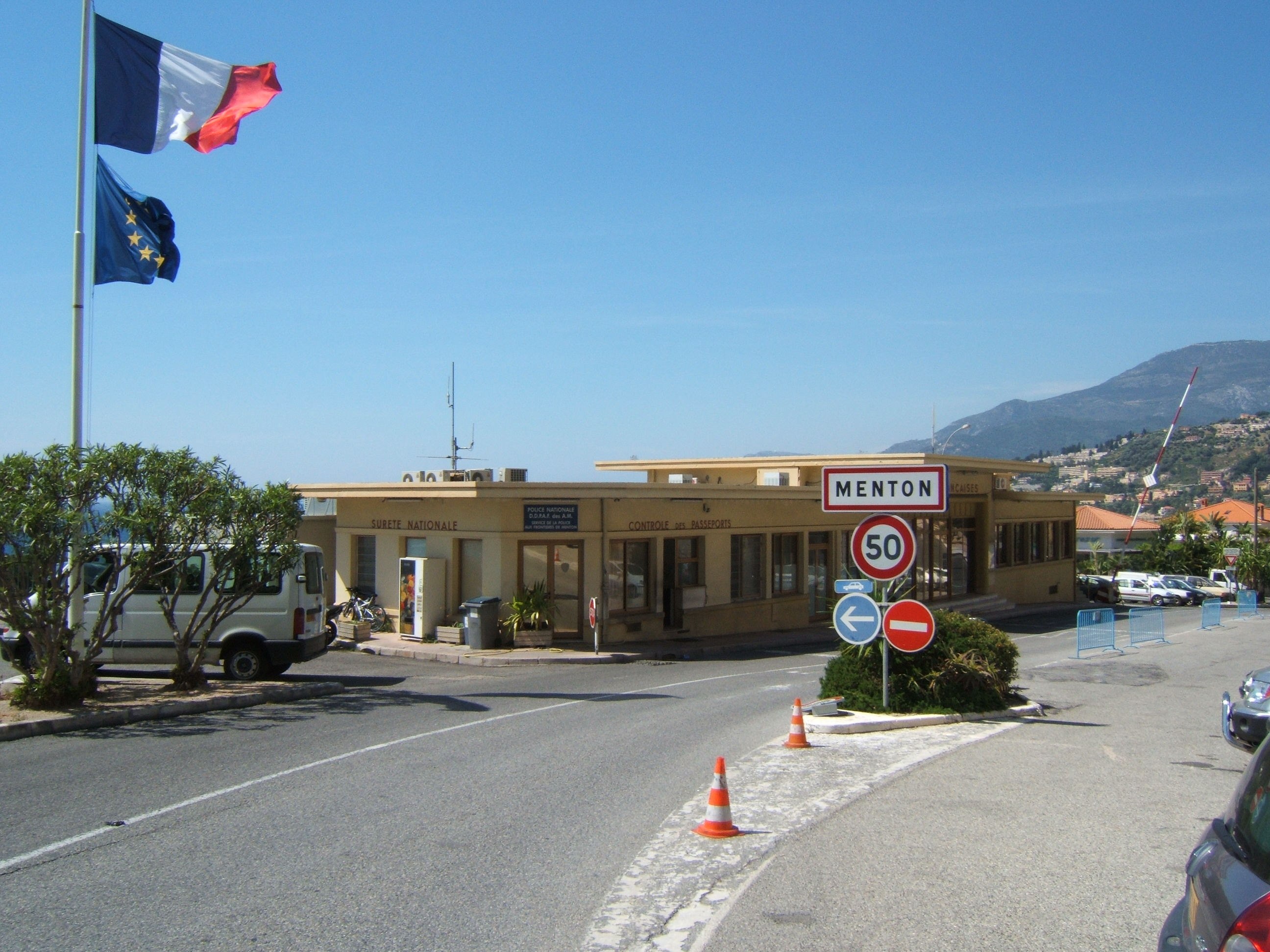
Przejście graniczne, na którym zrealizowano część zdjęć do filmu

Gamoń (franc. Le Corniaud, wł. Colpo grosso ma non troppo, hiszp. El hombre del Cadillac) – francusko-włosko-hiszpańska komedia kryminalna z 1965 z udziałem Louisa de Funès i Bourvila (gwiazd francuskiej komedii) w rolach głównych. We Francji film w kinach zobaczyło 11 740 438 widzów, dzięki czemu obraz jest siódmym filmem francuskim w historii pod względem liczby widzów.

## Fabuła
Drobny paryski sklepikarz, Antoine Marechal (Bourvil), szykuje się do wakacyjnego wyjazdu samochodem do Włoch, gdy jego wysłużony citroën 2CV zostaje doszczętnie rozbity w ulicznej kraksie. Jej sprawcą jest jadący rolls-roycem Leopold Saroyan (Louis de Funès), dyrektor firmy eksportowej. Ponieważ zniszczony samochód przekreśla plany Marechala, co do wymarzonej podróży, bogaty Saroyan proponuje mu jako rekompensatę bezpłatny przelot do Neapolu i powrót stamtąd do Bordeaux luksusowym cadillakiem kabrioletem jego przyjaciela.
Marechal z radością przyjmuje propozycję, nie wiedząc, że Saroyan to szef przestępczego gangu, a elegancki samochód kryje w sobie narkotyki, diamenty i złoto pochodzące z rabunku. Gangster liczy, że poczciwa twarz francuskiego mieszczucha nie wzbudzi podejrzeń celników i ułatwi przemyt. Dla pewności sam rusza w ślad za gamoniowatym podróżnym, nie odstępując go ani na krok. Nie wie jednak, że i on jest śledzony przez konkurencyjną bandę, która sama chce przechwycić cenny ładunek cadillaca.
Tymczasem nieświadomy Marechal nieśpiesznie przemierza Włochy, korzystając z uroków życia, niefrasobliwie traktując ukryty w samochodzie ładunek. Przejażdżka drogami Italii staje się nie tylko okazją zwiedzenia największych miast jak: Neapol, Rzym, czy Piza, ale także świetnym czasem na nawiązanie nowych znajomości, a nawet przelotnych romansów. Marechal od samego początku ma jednak kłopoty ze swoim wozem.

## Obsada
- Bourvil – Antoine Maréchal
- Louis de Funès – Léopold Saroyan
- Venantino Venantini – gangster Mickey
- Beba Lončar – Ursula
- Alida Chelli – Gina
- Nando Buzzanca – Nino
- Henri Génès – Martial, żandarm z Carcassonne
- Nino Vingelli – mechanik samochodowy Tagliella
- Pierre Roussel – Mario Costa
- Guy Grosso – żandarm #1
- Michel Modo – żandarm #2
- Jean Droze – pomocnik Saroyana #1
- Jacques Ferriere – pomocnik Saroyana #2
- Jean Meyer – wspólnik Saroyana #1
- Henri Virlojeux – wspólnik Saroyana #2
- Guy Delorme – Luigi

## Odbiór filmu
Gamonia obejrzało we Francji prawie 12 mln widzów, zaś koszty produkcji filmu zwróciły się po trzech tygodniach wyświetlania.